# Rajeswari Sunder Rajan
Rajeswari Sunder Rajan, née en 1950 à Bombay, est une universitaire féministe indienne, professeure d'anglais et auteur de plusieurs livres sur des questions liées au féminisme et au genre. Son domaine de recherche a couvert de nombreux sujets tels que la période pré et post coloniale, l'écriture en anglais indien, les questions de genre et culturelles liées à l'Asie du Sud et la littérature anglaise de l'Époque victorienne. Elle a édité les collections intitulées « Issues in Contemporary Indian Feminism » et « Signposts: Gender Issues in Post-Independence India ». Elle est l'auteur de nombreux livres dont les plus notables sont Scandal of the State: Women, Law and Citizenship in Postcolonial India and Real et Imagined Women: Gender, Culture and Postcolonialism,.

## Biographie
Rajeswari Sunder Rajan est née à Bombay (aujourd'hui Mumbai). Elle a fait ses études à l'université de Bombay, où elle a obtenu un baccalauréat ès arts (BA) en anglais en 1969 et une maîtrise ès arts (MA) en anglais en 1971. Elle a poursuivi ses études doctorales à l'université George-Washington, Washington DC et y a obtenu un doctorat en anglais.
Après avoir travaillé en Inde en tant que conférencière, elle a déménagé au Royaume-Uni où elle était fellow au Wolfson College, puis a travaillé comme lectrice en anglais à l'université d'Oxford. À New Delhi, elle a été chargée de recherches au Nehru Memorial Museum & Library (en) et au Centre for Women's Development Studies (en) (CWDS). Elle a travaillé à l'Oberlin College, Ohio en tant que Shansi Visiting Professor,.
Rajan a débattu des questions de genre, de postcolonialisme et de culture en relation avec les questions nationalistes dans l'Inde indépendante. Ses travaux de recherche ont couvert la littérature anglaise du Royaume-Uni du XIXe siècle, y compris la littérature de la période postcoloniale anglophone. Ses réalisations comme éditrice ont couvert des sujets liés au féminisme indien. Elle est rédactrice en chef adjointe d'Interventions, une revue internationale d'études postcoloniales. Son essai sur la pratique de la Sati (1990) est paru dans le Yale Journal of Criticism et son livre The Lie of the Land (1992) porte sur les études d'anglais post-indépendance. Elle a travaillé en tant que co-éditrice de The Crisis of Secularism in India (2006).

## Publications
- The Lie of the land: English literary studies in India, 1992
- The Prostitution Question(s): (female) Agency, Sexuality and Work, 1996
- Is the Hindu Goddess a Feminist?, 1997
- Signposts: Gender Issues in Post-independence India, 1999
- Real and Imagined Women: Gender, Culture and Postcolonialism, 2003
- The Scandal of the State: Women, Law, and Citizenship in India, 2003
- The Crisis of Secularism in India, co-ed. with Anuradha Needham, Durham and London, Duke University Press, and New Delhi, Permanent Black, 2007
- The Postcolonial Jane Austen (with You-Me Park), 2015[3]
- Commodities and Culture in the Colonial World, co-ed with Supriya Chaudhuri, Josephine McDonagh, and Brian Murray, London and New York, Routledge, 2017